# 南宝山镇
南宝山镇是中华人民共和国四川省成都市邛崃市下辖的一个镇，由原南宝乡与油榨乡合并而设立。2019年12月，将南宝山镇茶板村、金甲村、常乐村、大葫村所属行政区域划归火井镇管辖。

## 行政区划
南宝山镇下辖以下地区：
桃花社区、马岩村、天池村、木梯村、川王村、静室村、直台村、秋园村、金花村。